# Nyctocyrma fraudatrix
Nyctocyrma fraudatrix är en fjärilsart som beskrevs av Lancelot A. Gozmany 1978. Nyctocyrma fraudatrix ingår i släktet Nyctocyrma och familjen Lecithoceridae. Inga underarter finns listade i Catalogue of Life.